# Paul Henrys
Paul Henrys, francoski general, * 1862, † 1943.
1. ↑  podatkovna baza Léonore — ministère de la Culture.
2. ↑  data.bnf.fr: platforma za odprte podatke — 2011.